# Megachernes kanneliyensis
Espèce
Megachernes kanneliyensis est une espèce de pseudoscorpions de la famille des Chernetidae.

## Distribution
Cette espèce est endémique du Sri Lanka.

## Description
Le mâle holotype mesure 4,2 mm et la femelle paratype 4,2 mm.

## Étymologie
Son nom d'espèce, composé de kanneliy[a] et du suffixe latin -ensis, « qui vit dans, qui habite », lui a été donné en référence au lieu de sa découverte, Kanneliya.

## Publication originale
- Harvey, Ratnaweera, Udagama & Wijesinghe, 2012 : A new species of the pseudoscorpion genus Megachernes (Pseudoscorpiones: Chernetidae) associated with a threatened Sri Lankan rainforest rodent, with a review of host associations of Megachernes. Journal of Natural History, vol. 46, no 41/42, p. 2519-2535.